# 小更格盧鼠屬
小更格盧鼠屬（蒼白小更格盧鼠）（学名：Microdipodops），哺乳綱、囓齒目、更格盧鼠科的一屬，而與小更格盧鼠屬（蒼白小更格盧鼠）同科的動物尚有林棘鼠屬（林棘鼠）、更格盧鼠屬（海島更格盧鼠）等之數種哺乳動物。
- 暗色小更格卢鼠（Microdipodops megacephalus）
- 苍白小更格卢鼠（Microdipodops pallidus）